# Olympische Sommerspiele 2008/Leichtathletik – 4 × 100 m (Frauen)

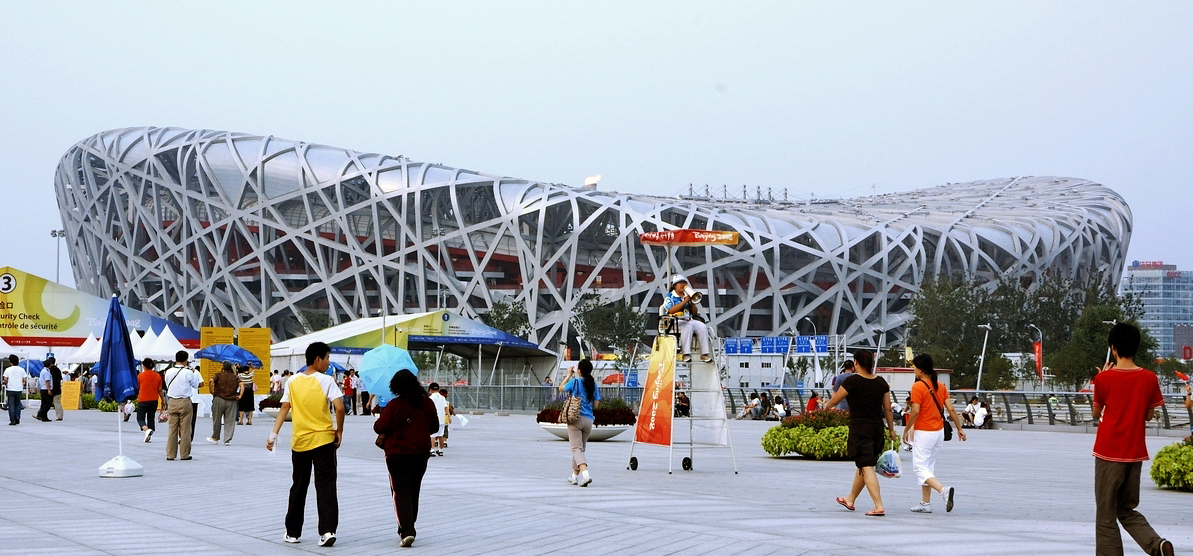
Das Vogelnest – Olympiastadion von Peking

Der 4-mal-100-Meter-Staffellauf der Frauen bei den Olympischen Spielen 2008 in Peking wurde am 21. und 22. August 2008 im Nationalstadion Peking ausgetragen. 67 Athletinnen in sechzehn Mannschaften nahmen daran teil.
Olympiasieger wurde die Staffel aus Belgien (Olivia Borlée, Hanna Mariën, Élodie Ouédraogo, Kim Gevaert).
Das nigerianische Team errang in der Besetzung Ene Franca Idoko, Gloria Kemasuode, Halimat Ismaila und Oludamola Osayomi, sowie der im Vorlauf außerdem eingesetzten Agnes Osazuwa, die Silbermedaille.
Bronze ging an Brasilien mit Rosemar Coelho Neto, Lucimar de Moura, Thaíssa Presti und Rosângela Santos.
Auch die im Vorlauf für die zweitplatzierten Nigerianerinnen eingesetzte Läuferin Agnes Osazuwa erhielt entsprechendes Edelmetall. Rekorde standen dagegen nur den tatsächlich beteiligten Sprinterinnen zu.
Diese Reihenfolge ergab sich acht Jahre nach dem Rennen, als die zunächst siegreiche Mannschaft aus Russland wegen Dopingbetrugs der in der Staffel eingesetzten Läuferin Julija Tschermoschanskaja disqualifiziert wurde und die dahinterliegenden Team um jeweils eine Position nach vorne rückten. – siehe Abschnitt "Doping" unten

## Aktuelle Titelträgerinnen
| Olympiasiegerinnen 2004                      | Jamaika (Tayna Lawrence, Sherone Simpson, Aleen Bailey, Veronica Campbell-Brown im Vorlauf außerdem: Beverly McDonald) | 41,73 s | Athen 2004          |
| Weltmeisterinnen 2007                        | USA (Lauryn Williams, Allyson Felix, Mikele Barber, Torri Edwards)                                                     | 41,98 s | Ōsaka 2007          |
| Europameisterinnen 2006                      | Russland (Julija Guschtschina, Natalja Russakowa, Irina Chabarowa, Jekaterina Grigorjewa)                              | 42,71 s | Göteborg 2006       |
| Panamerikanische Meisterinnen 2007           | Jamaika (Sheri-Ann Brooks, Tracy-Ann Rowe, Aleen Bailey, Peta-Gaye Dowdie)                                             | 43,48 s | Rio de Janeiro 2007 |
| Zentralamerika und Karibik-Meisterinnen 2008 | Trinidad und Tobago (Semoy Hackett, Ayanna Hutchinson, Sasha Springer-Jones, Kelly-Ann Baptiste)                       | 43,43 s | Cali 2008           |
| Südamerika-Meisterinnen 2007                 | Brasilien (Thaíssa Presti, Luciana dos Santos, Lucimar Aparecida de Moura, Thatiana Regina Ignácio)                    | 43,43 s | São Paulo 2007      |
| Asienmeisterinnen 2007                       | Thailand (Sangwan Jaksunin, Supavadee Khawpeag, Jutamass Tawoncharoen, Nongnuch Sanrat)                                | 44,31 s | Amman 2007          |
| Afrikameisterinnen 2008                      | Nigeria (Endurance Ojokolo, Gloria Kemasuode, Susan Akene, Oludamola Osayomi)                                          | 43,79 s | Addis Abeba 2008    |
| Ozeanienmeisterinnen 2008                    | Papua-Neuguinea | 47,27 s | Saipan 2008         |

## Rekorde

### Bestehende Rekorde
| Weltrekord         | 41,37 s | DDR (Silke Gladisch, Sabine Günther, Ingrid Auerswald, Marlies Göhr) | Canberra, Australien                           | 6. Oktober 1985 |
| Olympischer Rekord | 41,60 s | DDR (Romy Müller, Bärbel Wöckel, Ingrid Auerswald, Marlies Göhr)     | Finale OS Moskau, Sowjetunion (heute Russland) | 1. August 1980  |

Der bestehende olympische Rekord wurde bei diesen Spielen nicht erreicht. Die schnellste Zeit erzielte das Team aus Jamaika, das im Finale vorzeitig ausschied, mit 42,24 s im zweiten Vorlauf. Damit verfehlte diese Staffel den Rekord um 64 Hundertstelsekunden. Zum Weltrekord fehlten 87 Hundertstelsekunden.

### Rekordverbesserung
Es wurde ein neuer Landesrekord aufgestellt:

42,54 s – Belgien (Olivia Borlée, Hanna Mariën, Élodie Ouédraogo, Kim Gevaert), Finale am 21. August

## Doping
Die russische Läuferin Julija Tschermoschanskaja wurde bei einem Nachtest 2016 positiv auf die verbotenen Substanzen Turinabol und Stanozolol getestet. Der russischen Staffel wurde daraufhin die Goldmedaille aberkannt und den zweitplatzierten Belgierinnen zugesprochen.
Benachteiligt wurden dadurch in erster Linie die drei folgenden Teams:
- Belgien – Der Mannschaft wurde ihr Olympiasieg erst mit acht Jahren Verspätung zuerkannt.
- Brasilien – Das Team konnte seine Medaille erst mit einer Verspätung von acht Jahren in Empfang nehmen und war bei der Siegerehrung in Peking nicht dabei.
- Volksrepublik China – Der Staffel, die sich über ihre Platzierung eigentlich für das Finale qualifiziert hätte, blieb die Endflaufteilnahme verwehrt.

## Vorrunde
Zu den sechzehn für die Olympiateilnahme qualifizierten Staffeln gehörten auch Kuba und Finnland. Beide Verbände verzichteten auf die Entsendung eines Teams. So rückten die zunächst nicht qualifizierten Mannschaften aus Nigeria und Thailand nach.
Es fanden zwei Vorläufe statt, aus denen sich jeweils die ersten drei (hellblau unterlegt) sowie die zwei zeitschnellsten Staffeln (hellgrün unterlegt) für das Finale qualifizierten.

### Vorlauf 1
21. August 2008, 20:50 Uhr
| Platz | Nation         | Besetzung                                                                   | Zeit    | Anmerkung                       |
| ----- | -------------- | --------------------------------------------------------------------------- | ------- | ------------------------------- |
| 1     | Belgien        | Olivia Borlée Hanna Mariën Élodie Ouédraogo Kim Gevaert                     | 42,92 s |                                 |
| 2     | Großbritannien | Jeanette Kwakye Montell Douglas Emily Freeman Emma Ania                     | 43,02 s |                                 |
| 3     | Brasilien      | Rosemar Coelho Neto Lucimar de Moura Thaíssa Presti Rosângela Santos        | 43,38 s |                                 |
| 4     | Nigeria        | Ene Franca Idoko Gloria Kemasuode Agnes Osazuwa (Vorlauf) Oludamola Osayomi | 43,43 s |                                 |
| 5     | Polen          | Ewelina Ptak Daria Korczyńska Dorota Jędrusińska Marta Jeschke (Vorlauf)    | 43,47 s |                                 |
| 6     | Belarus        | Julija Neszjarenka Aksana Drahun Nastassja Schuljak Hanna Bahdanowitsch     | 43,69 s |                                 |
| DSQ   | Italien        | Anita Pistone Vincenza Calì Giulia Arcioni Audrey Alloh                     |         | Wechselfehler nach Regel 170.14 |
| DSQ   | USA            | Angela Williams Michelle Lewis Torri Edwards Lauryn Williams                |         | Stabverlust nach Regel 170.13   |

### Vorlauf 2
21. August 2008, 21:00 Uhr
| Platz | Nation              | Besetzung                                                                            | Zeit    | Anmerkung                                    |
| ----- | ------------------- | ------------------------------------------------------------------------------------ | ------- | -------------------------------------------- |
| 1     | Jamaika             | Shelly-Ann Fraser Sheri-Ann Brooks (Vorlauf) Aleen Bailey Veronica Campbell-Brown    | 42,24 s |                                              |
| 2     | Deutschland         | Anne Cibis Verena Sailer Cathleen Tschirch Marion Wagner                             | 43,59 s |                                              |
| 3     | Volksrepublik China | Tao Yujia Wang Jing Jiang Lan Qin Wangping                                           | 43,78 s | eigentlich für das Finale qualifiziert       |
| 4     | Thailand            | Sangwan Jaksunin Orranut Klomdee Jutamass Tawoncharoen Nongnuch Sanrat               | 44,38 s |                                              |
| DNF   | Frankreich          | Myriam Soumaré Muriel Hurtis-Houairi Lina Jacques-Sébastien Carima Louami            |         |                                              |
| DNF   | Trinidad und Tobago | Wanda Hutson Kelly-Ann Baptiste Ayanna Hutchinson Semoy Hackett                      |         |                                              |
| DSQ   | Ukraine             | Natalija Pyhyda Natalija Pohrebnjak Irina Schepetjuk Oksana Schtscherbak             |         | Wechselfehler nach Regel 170.14              |
| DOP   | Russland            | Jewgenija Poljakowa Alexandra Fedoriwa Julija Guschtschina Julija Tschermoschanskaja | 42,87 s | Einzug in das Finale nachträglich annulliert |

## Finale
21. August 2008, 21:15 Uhr
| Platz | Nation         | Besetzung | Zeit    | Anmerkung                       |
| ----- | -------------- | --- | ------- | ------------------------------- |
| 1     | Belgien        | Olivia Borlée Hanna Mariën Élodie Ouédraogo Kim Gevaert                                                               | 42,54 s | NR                              |
| 2     | Nigeria        | Ene Franca Idoko Gloria Kemasuode Halimat Ismaila (Finale) Oludamola Osayomi im Vorlauf außerdem: Agnes Osazuwa       | 43,04 s |                                 |
| 3     | Brasilien      | Rosemar Coelho Neto Lucimar de Moura Thaíssa Presti Rosângela Santos                                                  | 43,14 s |                                 |
| 4     | Deutschland    | Anne Cibis Verena Sailer Cathleen Tschirch Marion Wagner                                                              | 43,28 s |                                 |
| DNF   | Großbritannien | Jeanette Kwakye Montell Douglas Emily Freeman Emma Ania                                                               |         |                                 |
| DNF   | Jamaika        | Shelly-Ann Fraser Sherone Simpson (Finale) Aleen Bailey Veronica Campbell-Brown im Vorlauf außerdem: Sheri-Ann Brooks |         |                                 |
| DSQ   | Polen          | Ewelina Ptak Ptak Daria Korczyńska Dorota Jędrusińska Joanna Kocielnik (Finale) im Vorlauf außerdem: Marta Jeschke    |         | Wechselfehler nach Regel 170.14 |
| DOP   | Russland       | Jewgenija Poljakowa Alexandra Fedoriwa Julija Guschtschina Julija Tschermoschanskaja                                  | 42,31 s | nachträglich disqualifiziert    |

Die Athletinnen aus Jamaika waren favorisiert, ihren Erfolg von 2004 zu wiederholen. Im 100-Meter-Einzellauf hatten sie einen Dreifacherfolg erzielt, zudem hatten sie die Olympiasiegerin über 200 Meter in ihren Reihen. Als einzige ernsthafte Rivalinnen betrachtete man die US-Läuferinnen, die bei den Weltmeisterschaften 2005 und 2007 jeweils vor Jamaika gewonnen hatten. Für die nach dieser Rechnung noch verbleibende Bronzemedaille kamen in erster Linie Europameister Russland, Vizeeuropameister Großbritannien und die WM-Dritten aus Belgien in Frage. Das erwartete Duell um Gold und Silber fand allerdings nicht statt, da die US-Amerikanerinnen wegen Stabverlusts bereits in der Vorrunde ausgeschieden waren.
Gegenüber den Vorläufen gab es folgende Besetzungsänderungen:
- Nigeria – Halimat Ismaila lief anstelle von Agnes Osazuwa.
- Jamaika – Sherone Simpson ersetzte Sheri-Ann Brooks.
- Polen – Marta Jeschke wurde durch Joanna Kocielnik ersetzt.

Den Endlauf bestritten die Teams aus Belgien, Brasilien, Deutschland, Jamaika, Großbritannien, Nigeria und Polen. Hinzu kamen die 2016 wegen Dopingbetrugs ihrer Schlussläuferin disqualifizierten Russinnen.
Die favorisierten Jamaikanerinnen lagen zunächst in Führung, verloren jedoch beim zweiten Wechsel ebenso wie die Britinnen den Staffelstab. Beide Staffeln gaben das Rennen auf und kamen nicht ins Ziel. Die Russinnen übernahmen ihrerseits die Führung und überquerten in 42,31 s als Erste die Ziellinie. Wegen Vergehens gegen die Antidopingbestimmungen wurde ihnen wir oben im Abschnitt "Doping" beschrieben der Olympiasieg jedoch nachträglich aberkannt. Da auch Polen wegen Überschreitens einer Wechselmarke unmittelbar nach dem Rennen disqualifiziert worden war, kamen letztlich mit Belgien, Nigeria, Brasilien und Deutschland nur vier Teams in die Wertung.
Die Belgierinnen, die schon beim letzten Wechsel abgesehen von Russland deutlich vor den anderen gewerteten Staffeln gelegen hatten, wurden Olympiasiegerinnen. Sie stellten einen neuen Landesrekord auf. Ihr Olympiasieg war zudem der erste belgische Medaillengewinn über 4-mal 100 Meter der Frauen. Nigeria kam mit einem Rückstand von fünf Zehntelsekunden auf Platz zwei, eine weitere Zehntelsekunde zurück gewann Brasilien die Bronzemedaille. Die deutsche Staffel erreichte den vierten Rang.

## Videolinks
- Athletics - Women's 4X100M Relay - Beijing 2008 Summer Olympic Games, youtube.com, abgerufen am 15. März 2022
- Women's 4x100m Relay Final - Beijing 2008 Olympics, youtube.com, abgerufen am 26. Juni 2018